# Paul Pöchhacker
Paul Pöchhacker (* 27. März 1975 in Amstetten) ist Wahlkampfmanager der Sozialdemokratischen Partei Österreichs (SPÖ) und wurde durch die Silberstein-Affäre bekannt.

## Leben
Pöchhacker besuchte von 1981 bis 1985 die Volksschule in Ybbs. Anschließend bis 1994 das Bundesrealgymnasium Wieselburg. Ab Oktober 1994 studierte er Geschichte und Politikwissenschaften an der Universität Wien und schloss 2002 als Mag. phil. mit der Diplomarbeit Der „Mythenkomplex Staatsvertrag“ und seine Bedeutung für die österreichische Identität ab. Ab Oktober 2001 leistete er seinen Zivildienst bei den Kinderfreunden Leopoldstadt.
Von 2003 bis 2004 war Pöchacker unter Rudolf Schicker und Gerhard Steger wissenschaftlicher Mitarbeiter bei der Österreichischen Gesellschaft für Politikberatung und Politikentwicklung (ÖGPP). Weiter wurde er für das Bundesministerium für Verkehr, Innovation und Technologie tätig (siehe Studien).
2010 gründete er ein Unternehmen für Public Relations-Dienste mit Sitz in Wien.

## Politik
Ab 1. Juli 2000 begann er als Mitarbeiter des SPÖ-Aktionsbüros und war von Jänner bis März 2001 Mitarbeiter des Wahlkampfteams zur Landtags- und Gemeinderatswahl in Wien 2001.
Bei der Nationalratswahl 2006 war Pöchhacker unter dem Wahlkampfleiter Norbert Darabos, dem Kommunikationschef Josef Kalina und dem externen Berater Stan Greenberg für die Analyse zuständig. Auch in der der Wahl folgenden Zeit war er in der Parteizentrale für Analyse und Recherche sowie „Gegnerbeobachtung“ zuständig.
Ab 3. Oktober 2011 war Pöchhacker im Bundesministerium für Landesverteidigung und Sport unter dem damaligen Verteidigungsminister Darabos als Vertragsbediensteter mit Sondervertrag tätig.
Bei der Nationalratswahl 2013 holte Darabos Pöchhacker für die Meinungsforschung in die Parteizentrale zurück, weil er im Intensivwahlkampf auf heimische Experten vertraute, die mit den amerikanischen und israelischen PR-Beratern lange und intensiv gearbeitet hatten. Weiter strapazierten US-Berater das Kampagnenbudget der von massiven Personalkürzungen betroffenen Partei und Darabos ging davon aus, dass Pöchhacker nun dieselbe Leistung erbringen konnte wie Stan Greenberg.
Für den Master-Lehrgang Politische Kommunikation der Donau-Universität vertrat er 2014 neben Gernot Blümel (ÖVP), Feri Thierry (NEOS), Marcus Franz (Team Stronach) und anderen die SPÖ als Parteistratege.

### Bundespräsidentenwahl 2016
Während der Bundespräsidentenwahl 2016 widmete Pöchhacker dem Kandidaten der Freiheitlichen Partei Österreichs (FPÖ), Norbert Hofer, der sich bei einem Sportunfall schwer verletzt hatte, über Twitter das Krüppellied. Der SPÖ-Kandidat Rudolf Hundstorfer entschuldigte sich dafür und versicherte Hofer, dass Pöchhacker nicht in seinem Wahlkampfteam sein werde.

### Nationalratswahl 2017
Während der Silberstein-Affäre im Nationalratswahlkampf 2017 übernahm Pöchacker nach der Verhaftung des von der SPÖ engagierten Spin-Doctors Tal Silberstein am 14. August 2017 in Israel dessen Agenden, was von der Österreichischen Volkspartei (ÖVP) und der FPÖ kritisiert wurde. Er entschuldigte sich am 19. August schriftlich nochmals bei Norbert Hofer für seinen unangemessenen Tweet aus 2016. Die FPÖ bemängelte, dass die SPÖ den Brief veröffentlichte, bevor er bei Hofer einlangte.
Im Zuge der Silberstein-Affäre war er Teil der dreiköpfigen SPÖ-Kampagnenleitung und hat Facebook-Seiten, die teils rassistische, antisemitische und fremdenfeindliche Schemata bedienten und damit den ÖVP-Kandidaten Sebastian Kurz diskreditieren sollten, weitergeführt. Während die SPÖ ihre Beteiligung am damit betriebenen Dirty Campaigning lange bestritt, trat am 30. September 2017 der Pöchhacker direkt Vorgesetzte, der SPÖ-Kampagnenleiter und Bundesgeschäftsführer Georg Niedermühlbichler zurück.
Zu Beginn der Affäre wurde Pöchackers Rolle noch heruntergespielt, tatsächlich war er seit Herbst 2016 in alle Koordinierungsaktivitäten des Kanzleramts rund um Silberstein eingebunden. Nach der Veröffentlichung weiterer SPÖ-interner Unterlagen wusste er auch nach dem Abzug von Silberstein und seines israelischen Teams bis zuletzt über die Aktivitäten und die Fortführung der Facebook-Seiten Bescheid. Pöchhacker wurde daraufhin von der SPÖ suspendiert. Tatsächlich hatte er den von Silberstein beauftragten Politikberater Peter Puller angewiesen, dass die Seiten vorerst online bleiben sollen, da man sonst die Verbindung zu Silberstein sofort sehen würde.
Die SPÖ behielt sich rechtliche Schritte gegen Pöchhacker, Silberstein und Puller vor. Die Version, Pöchhacker habe in Eigenregie gehandelt, wird von Parteiinsidern bezweifelt. Niedermühlbichler selbst soll intern über die Kampagne geplaudert haben. Die Journalistin Barbara Tóth sieht in Pöchhacker die Schlüsselperson, die „im Sinne der Partei viel früher hätte Alarm schlagen müssen.“ Die ÖVP klagte Pöchhacker, neben der „SPÖ, Christian Kern, Georg Niedermühlbichler, Tal Silberstein, Peter Puller[…] und Robert L. wegen der Verbreitung von kreditschädigenden, beleidigenden, rassistischen, antisemitischen und verhetzenden Inhalten“. Im Jänner 2018 zog die ÖVP alle Klagen zurück.
Im Februar 2018 erklärte die SPÖ, Pöchhacker sei einvernehmlich aus der Bundespartei ausgeschieden. Im März 2018 schloss Christian Kern namens der SPÖ einen Vertrag mit Pöchackers neu gegründeter Public-Relations-Firma ab. Im Zuge der Finanzkrise der SPÖ nach der Nationalratswahl 2019 stünde[veraltet] dieser Vertrag laut Bundesgeschäftsführer Christian Deutsch „zur Disposition“.

## Studien
- Anfragebeantwortung 4798/AB XXV. GP - Beilagen. (PDF; 385 kB) Strategieentwicklung bmvit. Österreichisches Parlament, 8. Juli 2015, abgerufen am 7. Oktober 2017.
- Anfragebeantwortung 5554/AB XXIV. GP. (PDF; 102 kB) Umfrage "Entwicklung der Verkehrsträger" für das bmvit. Österreichisches Parlament, 28. Juli 2010, abgerufen am 7. Oktober 2017.
- Paul Pöchhacker: Malta. Hrsg.: ÖGPP (= Privatisierung und Liberalisierung öffentlicher Dienstleistungen in der EU). 2004 (Online [PDF; 90 kB; abgerufen am 7. Oktober 2017]).
- Paul Pöchhacker: Polen. Hrsg.: ÖGPP (= Privatisierung und Liberalisierung öffentlicher Dienstleistungen in der EU). 2004 (Online [PDF; 103 kB; abgerufen am 7. Oktober 2017]).
- Andreas Höferl, Paul Pöchhacker: Armuts- und Reichtumsbericht für Österreich. Hrsg.: ÖGPP. 2004 (Online [PDF; 783 kB; abgerufen am 7. Oktober 2017]).
- Veronika Adensamer, Werner T. Bauer, Andreas Höferl, Bela Hollos, Paul Pöchhacker: Mehr Rechte für die Menschen. Hrsg.: ÖGPP. 2003 (Online [PDF; 55 kB; abgerufen am 7. Oktober 2017]).
- Paul Pöchhacker: Pensionen. Hrsg.: ÖGPP (= Privatisierung und Liberalisierung öffentlicher Dienstleistungen in der EU). 2003 (Online [PDF; 658 kB; abgerufen am 7. Oktober 2017]).
- Dagmar Hemmer, Paul Pöchhacker: Postdienste. Hrsg.: ÖGPP (= Privatisierung und Liberalisierung öffentlicher Dienstleistungen in der EU). 2003 (Online [PDF; 87 kB; abgerufen am 7. Oktober 2017]).